# Euromus
Euromus ou Euromos (grec : Εὔρωμος) ;
Europus ou Europos (grec, Εὐρωπός) ;
Eunomus ou Eunomos (grec, Εὔνωμος) ;
Philippi ou Philippoi (grec, Φίλιπποι) ; précédemment Kyromus ou Hyromus, est une ville ancienne d'Anatolie en Carie.

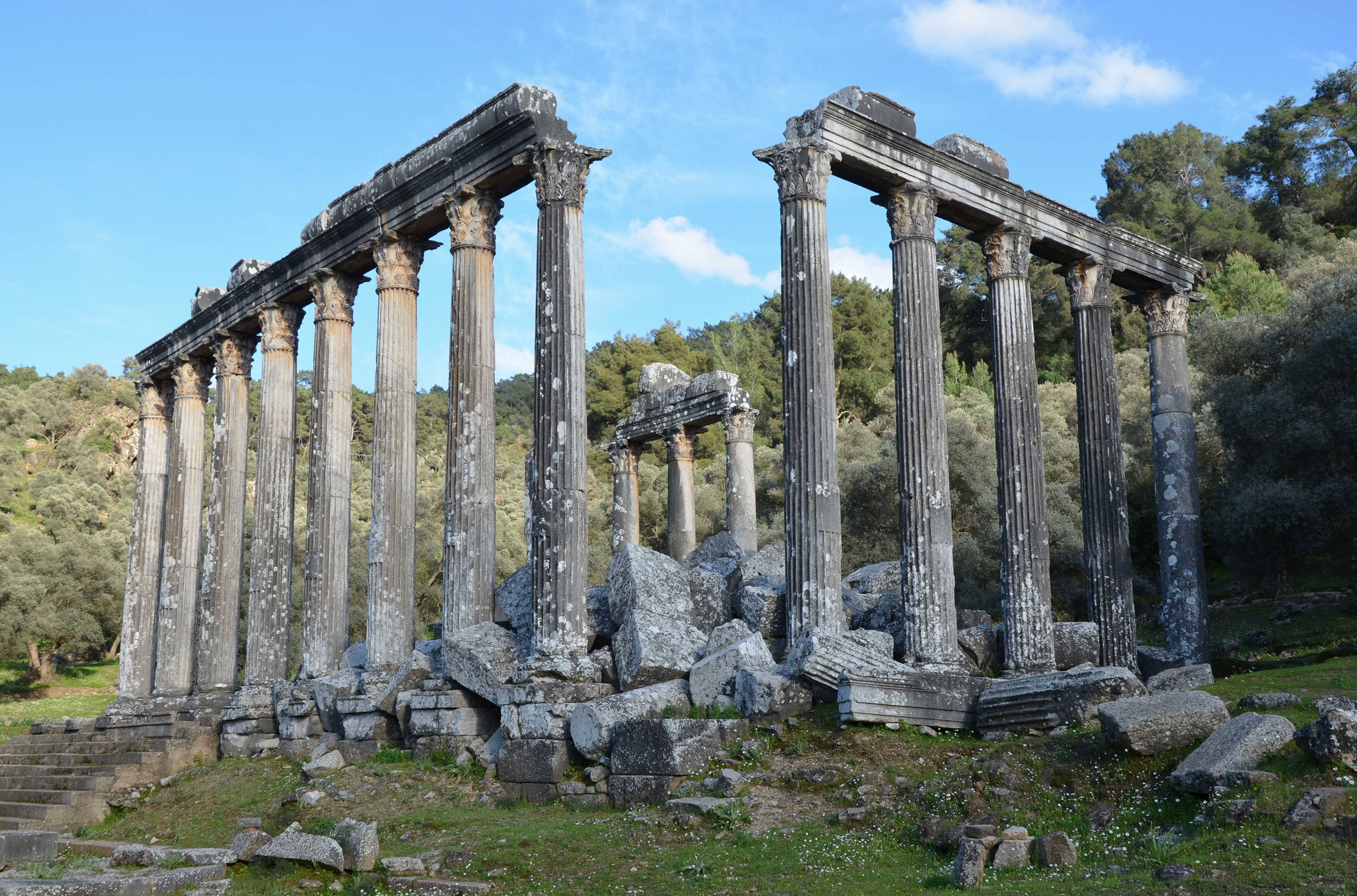
Temple de Zeus Lepsynus à Euromos, construit sur l'emplacement d'un temple carien antérieur, IIe siècle AEC (probablement édifié pendant le règne de l'empereur Hadrien).

## Situation
Les ruines sont situées à environ quatre kilomètres au sud-est de Selimiye (en) et à douze kilomètres au nord-ouest de Milas (l'ancienne Mylasa), dans la province de Muğla, en Turquie.

## Histoire
Probablement fondée au VIe siècle AEC, Euromus était membre de la Ligue Chrysaorienne (en) pendant les périodes Séleucides.
La cité a également frappé ses pièces de monnaie du IIe siècle AEC au IIe siècle EC. Elle entretenait des rapports complexes (conflits mais aussi alliances) avec ses voisines Héraclée du Latmos et Milet au nord, Mylasa au sud. Les ruines actuelles correspondent à une refondation à l'époque hellénistique.

## Exploration scientifique
Le site comporte deux entités : la ville, délimitée par une muraille importante, et le sanctuaire de Zeus Lepsynos, plus au sud. Une équipe de l'université de Muğla, conduite par le professeur Abuzer Kızıl, a entrepris des fouilles systématiques (Agora, théâtre, nécropole, murailles, sanctuaire) depuis 2010. Le programme de travail comprend l'étude et la restauration du temple de Zeus, qui avait fait l'objet d'une intervention entre 1969 et 1975.